# Ahmad Zarrouq
Abou-l-Fadl Aḥmad al-Burnusī al-Fāsī, dit « Zarrouq » ou « Zarrūq » (en arabe : أبو الفضل أحمد البرنسي الفاسي زرّوق), né en 1442 à Fès et mort en 1494 à Misrata est un juriste soufi malikiste réformiste marocain appartenant à la tribu berbère des Baraniss ayant vécu à la fois pendant la période des dynasties Mérinides et Wattassides.

## Biographie
Il a été surnommé Zarrouq car son grand-père avait les yeux bleus.
Dans sa jeunesse, il apprend le Coran, la ‘aqida (dogme) et le fiqh (jurisprudence). Après avoir maîtrisé les sciences ésotériques, il suit les enseignements du soufisme Chadhili.
En 1481, il s'installe à Misrata, où il meurt en 1494. Il est enterré à Tripoli.

## Postérité
La zaouïa et la mosquée édifiées autour de sa tombe deviennent d'importants lieux de spiritualité soufie. Le 26 août 2012, sa tombe est détruite et profanée par des wahhabites (salafistes), qui considèrent le soufisme comme une hérésie.